# 前661年
| 千纪： | 前1千纪 |
| 世纪： | 前8世纪 \| 前7世纪 \| 前6世纪 |
| 年代： | 前690年代 \| 前680年代 \| 前670年代 \| 前660年代 \| 前650年代 \| 前640年代 \| 前630年代                                                                                             |
| 年份： | 前666年 \| 前665年 \| 前664年 \| 前663年 \| 前662年 \| 前661年 \| 前660年 \| 前659年 \| 前658年 \| 前657年 \| 前656年                                                               |
| 纪年： | 周惠王十六年 魯闵公元年 齊桓公二十五年 晉献公十六年 秦成公三年 宋桓公二十一年 楚成王十一年 衛懿公八年 陳宣公三十二年 蔡穆侯十四年 曹昭公元年 郑文公十二年 燕庄公三十年 杞德公十二年 |

## 大事记
- 晋国灭耿国、霍国和魏国
- 曹昭公姬班即位。
- 狄國侵攻邢國，齊桓公派遣齊軍與宋、曹軍，大破狄軍於聶北，邢國的都城。城已被甚損，乃築新城於夷儀。

## 逝世
- （日期不詳） - 彥波瀲武鸕鷀草葺不合尊，神武天皇（日本第1代天皇）之父